# Brevitas et Facilitas
|  | Dieser Artikel wurde aufgrund von akuten inhaltlichen oder formalen Mängeln auf der Qualitätssicherungsseite des Portals Christentum eingetragen. Bitte hilf mit, die Mängel dieses Artikels zu beseitigen, und beteilige dich bitte an der Diskussion. |

Brevitas et Facilitas bedeutet „Kürze und Einfachheit“, die hermeneutische Methode von Johannes Calvin.
Insbesondere verwendete er diese Methode in der Widmung zum Römerkommentar. Calvin präsentierte in seinem Kommentar zum Brief des Apostels Paulus an die Römer seine eigene Methode der Hermeneutik der Schrift. Es heißt das Ideal von Brevitas et Facilitas. Calvin war sowohl mit der Loci-Methode von Philipp Melanchthon als auch mit Bucers Prolixitätskommentar nicht zufrieden.
Er nahm einen Via-Media-Ansatz. Calvins Methode wurde von der Rhetorik von Aristoteles, Cicero, Quintilian und Johannes Chrysostomus beeinflusst. Calvin bestätigte jedoch, dass sein eigenes Prinzip aus der Schrift selbst stammte. Calvin zeigte, dass die Klarheit der Schrift mit dem Ideal von Brevitas et Facilitas zusammenhängt.

## Methode als Brevitas et Facilitas
Laut Michael Mewborn hatte Calvin eine grundlegende Herangehensweise an die Schrift, die oft als brevitas et facilitas beschrieben wird (d. H. In abgeleiteter Form – brevitas – um kurz und relevant zu sein – und um einfach oder leicht verständlich zu sein), kurz brevitas. Brevitas ist eine Zustimmung zu klarer und prägnanter Interpretation. Obwohl die lateinische Terminologie Calvins Ansatz als irrelevant oder archaisch anmuten mag, ist das Herz dieser Methode heute die Basis der evangelikalen Interpretation. Richard Gamble schreibt über Brevitas: "Es kann als ein Versuch verstanden werden, die Botschaft des biblischen Autors so präzise, klar und präzise wie möglich zu kommunizieren ..." Dass Brevitas et Facilities eine gute Zusammenfassung von Calvins exegetischer Methodologie ist, wird kaum bestritten; unter anderem haben Battles, Kraus, Higman, Steinmetz, Girardin, Ganoczy / Scheld und Parker darüber geschrieben. "Brevitas beschreibt Calvins vorherrschende Disposition zur Interpretation.
Calvin verwendete diese Methode in seinen Kommentaren. Richard Müller bemerkt zu Recht, dass Brevitas dazu tendierten, mehr Calvins Kommentare zu beschreiben als seine Predigten. Dieser Punkt ist gut belegt und legt noch überzeugender nahe, dass Brevitas Calvins Ansatz zur Exegese charakterisiert, da er in seiner Studie neben oratorischem Einfluss auch biblische Bedeutung erkennt. Calvin war eher geneigt, beim Schreiben weniger zu sagen als beim Sprechen. Muller schreibt: "... Während die Kommentare nach dem Brevita-Modell gehalten wurden, neigten die Predigten zu einem eher amplifizierenden Oratoriumsmodell, das oft die drei- bis vierfache Länge des Kommentars zum selben Text erreichte.
Aber weniger nehmen wir an, dass Calvin den Text oder zumindest seine Interpretationen durch verbale Äußerungen über den Text hinaus korrumpiert. Muller bemerkt, dass er während des Oratoriums „mehr Kollateraltexte für eine breitere hortatorische, aktuelle und polemische Entwicklung verwendete.“ Es ist eine Lektion für den Exegeten, dass der Heilige Geist das Textverständnis nicht nur in unseren Lernräumen ausgibt, sondern dass er uns auch ohne materielle Hilfe ein Textverständnis gibt.

## Quelle und Erwähnung von Brevitas et Facilitas
Für Calvin war die Schrift nicht kompliziert, sondern einfach. Die Schrift war einfach die beredte Rede des Heiligen Geistes für seine einfachen Leute. Um die Einfachheit der Schrift zu vereiteln, sollte daher das Ganze der Schrift vernichtet werden. Für Calvin war die Einfachheit der Schrift unmittelbar mit seiner hermeneutischen Methode verbunden. Dies gab Calvin die Grundlage für die Prinzipien von Brevitas et Jacilitas als sein hermeneutisches Ideal. Calvin glaubte, dass Moses, Jesaja, Jeremia und Hesekiel einen einfachen und einfachen Stil verwendeten, damit gewöhnliche Menschen Gottes Wort leichter verstehen können. Dies ließ ihn glauben, dass der Stil der Heiligen Schrift in Brevitas et Facilities orientiert war.
Folglich bestätigte Calvin, der von Rhetorikern wie Cicero und Quintilian in seinem Ideal von brevitas et facilitas beeinflusst wurde, dass die Autoren der Schrift dieses Ideal bewiesen haben. Calvin machte dieses Ideal zu einem Teil seiner eigenen hermeneutischen Methode.